# Nadia Moscufo
Nadia Moscufo, née le 16 décembre 1963 à Hermalle-sous-Argenteau, est une femme politique belge, membre du Parti du travail de Belgique (PTB).

## Biographie

### Enfance et vie salariée
Nadia Moscufo est née dans une famille d'Italiens originaire du village de Castelmauro arrivés en Belgique en 1956. Son père était mineur avant d'être engagé à la FN Herstal avec son épouse. Tous les deux étaient membres du Parti communiste italien et ont continué leur engagement social en Belgique en devenant des militants syndicaux à la FN. 
Nadia Moscufo est née en 1963, dernière d'une fratrie de trois sœurs. Après une scolarité hasardeuse, elle enchaîne des petits boulots avant de travailler dans un hard discount pendant quatre ans. Après un an de travail, elle devient déléguée syndicale à la CNE. Elle devient ensuite caissière chez Aldi en 1987, poste qu'elle gardera pendant 21 ans. Après un an de travail, elle devient délégué SETCa.

### Engagement politique à Herstal
Nadia Moscufo commence par rejoindre le Parti Communiste belge, mais elle n'y est pas très active. 
Elle se rapproche de membres du PTB dès 1987, lorsqu'elle rencontre Johan Vandepaer, alors docteur à la maison médicale du PTB, Médecine pour le Peuple, à Herstal. Elle ne rejoint cependant le parti que lors des élections communales de 2000, lorsqu'on lui demande de figurer sur la liste du PTB ; elle est d'abord réticente, ne connaissant pas la politique communale et le parti ne faisant alors que des scores marginaux. Elle est cependant élue avec Johan Vandepaer.
Elle est réélue conseillère communale à Herstal en 2006, 2012 et 2018.

### Députée fédérale
Aux élections législatives fédérales de 2019, elle est élue députée fédérale. Elle s'occupe des questions de défense nationale au sein du groupe PTB. Elle fait également partie de la commission spéciale de la Chambre qui suit les missions belges à l'étranger.

#### Activités parlementaires
Le 19 mars 2020, Moscufo, de concert avec les groupes PTB, N-VA et Vlaams Belang à la Chambre des représentants, a voté contre la confiance au Gouvernement Wilmès II,.

### Vie privée
Elle est mariée et a deux fils. 